# Raluy
Raluy (aragonesisch Ralui) ist ein spanischer Ort in der Provinz Huesca der Autonomen Gemeinschaft Aragonien, der zur Gemeinde Beranuy gehört. Der Ort auf 1280 Meter Höhe ist von Ballabriga aus zu Fuß erreichbar. Er hat zurzeit keine Einwohner.

## Sehenswürdigkeiten
- Ehemalige romanische Pfarrkirche San Clemente, erbaut im 11. Jahrhundert
- Ermita de San Vicente